# Faro de Odde Hammer
 El faro de Odde Hammer ( en danés: Hammer Odde Fyr) se encuentra en el punto más al norte de Hammeren, a las afueras de Sandvig en la isla danesa de Bornholm. Un banco oceánico de arena y grava, llamado David Bank, está situado a 8,45 km desde el faro.

## Historia y descripción
El faro de  Hammer Odde se construyó en 1885 para complementar al cercano faro de Hammeren que, debido a su gran altitud de 91 m   , no siempre se podía ver desde el mar en tiempo brumoso.  La torre cuadrada encalada tiene una altura de solo 12 m. Desde el principio, el faro estuvo equipado con una lente giratoria que daba dos parpadeos cortos cada 10 segundos. En 1939, se instalaron equipos de radio, lo que lo convirtió en una de las instalaciones más modernas de su tipo.